# Guy Tosatto
Guy Tosatto, né le 22 octobre 1958 à La Tronche (Isère) est un historien de l'art et conservateur de musée. Il a été directeur des musées de Nîmes, de Nantes et, enfin, du musée de Grenoble de septembre 2002 à sa retraite en 2023.

## Biographie

### Formation et débuts
Guy Tosatto entreprend des études d'histoire de l'art à l'université de Grenoble, qu'il achève à Paris. Désireux de travailler dans le monde des musées, il s'engage ensuite aux côtés de Marie-Claude Beaud dans les prémices de la Fondation Cartier à Paris.

### Carrière
En 1985, il devient le premier directeur du musée départemental d'Art contemporain de Rochechouart en Haute-Vienne. En octobre 1991, il rejoint Robert Calle à Nîmes, avec qui il codirige le Carré d'art, avant d'en prendre la direction de 1993 à 2000. Parallèlement, il prend la direction du musée des Beaux-Arts de Nîmes en 1997, avant de partir diriger le musée d'Arts de Nantes en janvier 2001.
Ami de longue date du peintre allemand Sigmar Polke, il organise en 2001, avec son confrère Alain Chevalier, l'exposition « Sigmar Polke et la Révolution française » au musée de la Révolution française à Vizille (Grenoble-Alpes Métropole).
Il ne reste qu'une seule année à Nantes avant de prendre la suite de Serge Lemoine à la tête du musée de Grenoble.

#### Au musée de Grenoble
Il mène une politique d'ouverture, de partage et de démocratisation des collections en organisant la première nocturne des étudiants en 2004, et en faisant découvrir certaines œuvres du musée dans des bibliothèques de quartiers.
C'est également sous sa direction que le musée de Grenoble voit la création en 2010 d'un club de mécènes lui permettant d'obtenir certains tableaux d'artistes renommés comme l'acquisition, en 2012, de l'un des treize collages cubistes épinglés de Pablo Picasso, pour un montant de 750 000 euros.
Certaines expositions durant son directorat atteignent des records d'affluence pour le musée de Grenoble comme « Chagall et l'avant garde russe » en 2011 qui attire 143 230 visiteurs.
Il organise fin 2013 une exposition sur son ami Sigmar Polke, mort trois ans auparavant, en accord avec sa veuve.
En octobre 2018, le souhait de Guy Tosatto de remettre en lumière la collection égyptienne du musée de Grenoble se réalise après quatre ans d'efforts, par l'organisation de l'exposition « Servir les dieux d'Égypte », en collaboration avec le musée du Louvre et trois autres musées européens.

### Décoration
- novembre 2017 : Chevalier dans l’ordre national de la Légion d'honneur[12]

## Expositions
- 1986 : « Raoul Hausmann : 1886-1971 » : musée départemental d'Art contemporain de Rochechouart
- 1996 : Jean-Pierre Bertrand, Carré d'art de Nimes
- 1997 : Alan Charlton, Carré d'art de Nîmes
- 2001 : « Picasso, la peinture seule, 1961-1972 », musée d'Arts de Nantes
- 2002 : Helmut Federle, musée d'Arts de Nantes
- 2003 : Thomas Schütte, musée de Grenoble
- 2005 : « Jean Achard, Laurent Guétal, Charles Bertier: trois maîtres du paysage dauphinois au XIXe siècle »
- 2006 : « Braque, Paul Klee, Léger »
- 2007 : « L'Impressionnisme de France et d'Amérique »
- 2008 : « Collection d'art africain, un patrimoine dévoilé »
- 2008 : « Wolfgang Laib Without place, Without Time, Without Body »
- 2009 : Henriette Deloras, Marc Pessin - « Un siècle d'art à Berlin : la collection de la Berlinische Galerie »
- 2009 : Patrick Faigenbaum, Richter en France, Alex Katz, Gregory Forstner, Duncan Wylie, Gaston Chaissac
- 2010 : « De chair et d'esprit, les dessins italiens du XVe au XVIIIe siècle » - « Lire l'Impressionnisme, six tableaux six maîtres » - « Le Général de Beylié, collectionneur et mécène » - « Stephan Balkenhol »
- 2011 : « Chagall et l'avant garde russe » - « Alain Kirili »
- 2012 : « L'idée et la ligne, les dessins français du musée de Grenoble (XVIe  au XVIIIe siècle) » - « La rivière blanche » - « Die Brücke » - « Philippe Cognée »
- 2013 : « Alberto Giacometti »
- 2013 : « Sigmar Polke »
- 2014 : « La pointe et l'ombre, les dessins nordiques du musée de Grenoble (XVIe au XVIIIe siècle) »
- 2014 : « Giuseppe Penone »
- 2015 : « De Picasso à Warhol, une décennie d’enrichissement des collections du musée de Grenoble »
- 2015 : « Georgia O'Keeffe et ses amis photographes »[13]
- 2016 : « Cristina Iglesias »
- 2016 : « Kandinsky - Les années parisiennes (1933-1944) »
- 2017 : « Henri Fantin-Latour - À fleur de peau »
- 2017 : « Daniel Dezeuze - une rétrospective »
- 2018 : « De Delacroix à Gauguin, chefs-d’œuvre dessinés du XIXe siècle du musée de Grenoble »
- 2018 : « Servir les dieux d'Égypte »[14]
- 2019 : « Souvenirs de voyage. La collection d'Antoine de Galbert »[15]
- 2019 : « Hommage au conservateur Andry-Farcy »[16]
- 2019 : « Picasso. Au cœur des ténèbres (1939-1945) »[17]
- 2020 : « Grenoble et ses artistes au XIXe siècle »[18]
- 2021 : « Giorgio Morandi. La collection Magnani-Rocca »[19] - « Italia moderna, œuvres d'artistes italiens du XXe siècle du musée »[20].

## Publications
- (en) Thomas Schütte : requiem, Nimes, Carré d'art-Musée d'art contemporain, 1994, 87 p. (ISBN 2-907650-17-3)
- (en) Wolfgang Laib : La chambre des certitudes (The room of certitudes), Carré d'art, musée d'art contemporain, 2001, 83 p. (ISBN 3-7757-9095-0)

### En collaboration
- Alain Chevalier, Marcel Destot, Aleth Jourdan et Guy Tosatto, Musée des beaux-arts de Nîmes, Paris, Réunion des musées nationaux, 2000, 144 p. (ISBN 2-7118-4096-4)
- Anne Bertrand, Isabelle Marcadé et Guy Tosatto, Guide des collections : Carré d'Art musée d'art contemporain de Nîmes, Paris, RMN - Carré d'Art, 2001, 143 p. (ISBN 2-7118-4095-6)
- Guy Tosatto (dir.), Bal Danielle (coord.), Musée de Grenoble, collections, Versailles Grenoble, Artlys Musée de Grenoble, 2004, 240 p. (ISBN 2-85495-219-7)
- Guy Tosatto, Laurence Huault-Nesme, Hélène Vincent et Claire Moiroud, Trois maîtres du paysage dauphinois au XIXe siècle : Jean Achard, Laurent Guétal, Charles Bertier, Versailles, Artlys, 2005 (ISBN 978-2-85495-270-4)